# Marvell Wynne
Marvell Wynne, född 8 maj 1986 i Pittsburgh, Pennsylvania, är en före detta amerikansk fotbollsspelare som sist spelade för MLS-laget San Jose Earthquakes. 
Han är känd för sin snabbhet.
2018 avslutade Wynne sin karriär efter en lång tids hjärtproblem.